# Hero Core
Hero Core est un jeu de tir freeware créé par Daniel Remar, le développeur d'Iji,. Le jeu fut publié le 3 mai 2010. Il fut créé avec l'outil GameMaker, et sa musique composée par Brother Android. C'est la suite du jeu Hero. Vers 2013 son code source fut mis à disposition du public.

## Système de jeu
Hero Core est un jeu de tir du style metroidvania, où le joueur dirige Flip Hero, personnage explorant une base spatiale creusée dans un astéroïde, en combattant des robots ennemis. Le but de Hero Core est de se rendre au cœur de la base afin d'y affronter le seigneur des machines, Cruiser Tetron.

## Intrigue
Flip Hero, protagoniste du jeu, est un robot qui s'est rebellé contre son ancien maître, Cruiser Tetron, et cherche à le détruire afin de sauver la Terre. Cette mission semble être un éternel recommencement, Cruiser Tetron comme Flip Hero étant "ressuscités" à chaque défaite ... mais le jeu Hero Core met possiblement en scène l'ultime cycle de cette bataille éternelle. Le jeu est cependant axé sur l'action, plutôt que sur ces considérations philosophiques.
La bataille contre Cruiser Tetron peut avoir lieu très rapidement après le début du jeu, mais une exploration de la base et l'affrontement de boss mineurs, permet d'acquérir des équipements qui faciliteront le combat. Une victoire définitive et complète (et néanmoins tragique) consiste à détruire Cruiser Tetron après avoir saboté les 10 ordinateurs du système informatique de la base ; cela déclenche la destruction de l'astéroïde et de tous ses occupants robotiques, y compris Flip Hero...

## Liens
- Site du jeu